# Wuhan Open 2015
Il Wuhan Open 2015, conosciuto anche come Dongfeng Motor Wuhan Open 2015 per motivi di sponsorizzazione,  è stato un torneo di tennis giocato sul cemento. È stata la 2ª edizione del Wuhan Open, che ha fatto parte della categoria Premier nell'ambito del WTA Tour 2015. Si è giocato all'Optics Valley International Tennis Center di Wuhan, in Cina, dal 27 settembre al 3 ottobre 2015.

## Partecipanti

### Teste di serie
| Nazionalità | Giocatrice           | Ranking* | Testa di serie |
| ----------- | -------------------- | -------- | -------------- |
| Romania     | Simona Halep         | 2        | 1              |
| Russia      | Marija Šarapova      | 3        | 2              |
| Rep. Ceca   | Petra Kvitová        | 4        | 3              |
| Danimarca   | Caroline Wozniacki   | 6        | 4              |
| Spagna      | Garbiñe Muguruza     | 8        | 5              |
| Germania    | Angelique Kerber     | 9        | 6              |
| Spagna      | Carla Suárez Navarro | 10       | 7              |
| Rep. Ceca   | Karolína Plíšková    | 11       | 8              |
| Serbia      | Ana Ivanović         | 12       | 9              |
| Polonia     | Agnieszka Radwańska  | 13       | 10             |
| Svizzera    | Belinda Bencic       | 15       | 11             |
| Ucraina     | Elina Svitolina      | 16       | 12             |
| Germania    | Andrea Petković      | 17       | 13             |
| Stati Uniti | Madison Keys         | 18       | 14             |
| Italia      | Roberta Vinci        | 19       | 15             |
| Italia      | Sara Errani          | 21       | 16             |

* Ranking al 21 settembre 2015.

### Altre partecipanti
Le seguenti giocatrici hanno ricevuto una wild card per il tabellone principale:
- Daniela Hantuchová
- Liu Fangzhou
- Marija Šarapova
- Zheng Saisai

Le seguenti giocatrici sono passate dalle qualificazioni:

- Tímea Babos
- Lauren Davis
- Mariana Duque Mariño
- Julia Görges
- Johanna Konta
- Danka Kovinić
- Patricia Maria Tig
- Heather Watson

La seguente giocatrice è entrata in tabellone come lucky loser:
- Ajla Tomljanović

## Campioni

### Singolare femminile
Venus Williams ha sconfitto in finale  Garbiñe Muguruza per 6-3, 3-0 ritiro.
- È il quarantasettesimo titolo per la Williams, secondo della stagione.

### Doppio femminile
Martina Hingis /  Sania Mirza hanno sconfitto in finale  Irina-Camelia Begu /  Monica Niculescucon il punteggio di 6-2, 6-3.